# Деймон (Тёмные начала)

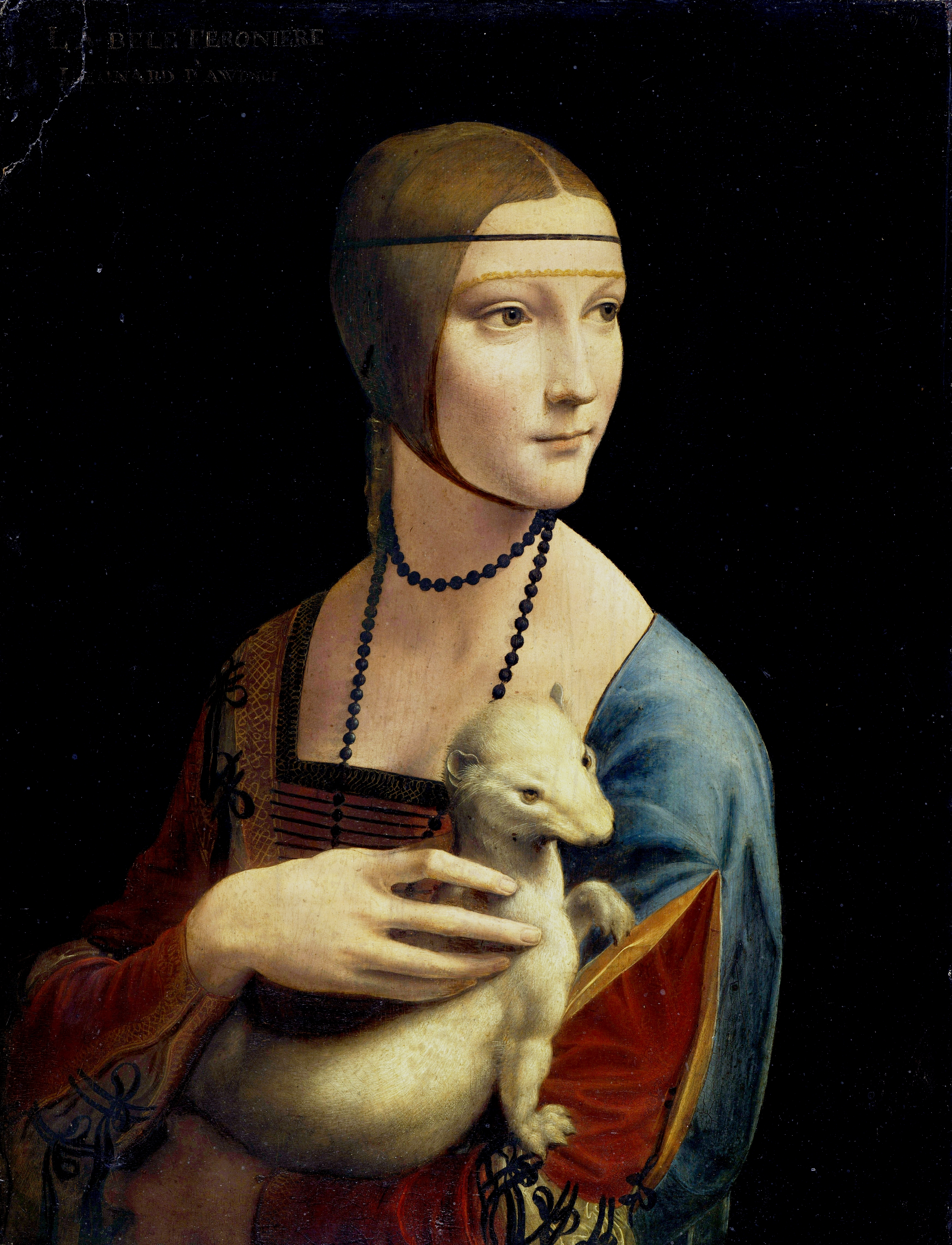
«Дама с горностаем» (ок. 1484) Леонардо да Винчи вдохновила Пулмана на создание образа деймона

Де́ймон (англ. dæmon, в другом написании daimon) — проявление души человека в фантастической трилогии Филипа Пулмана Тёмные начала. Деймоны существуют отдельно от людей в форме животных и представляют наиболее яркие черты характера своих обладателей. Деймоны способны изменять форму только у детей, тогда как у взрослых принимают окончательную форму. Принятие деймоном окончательной формы считается завершающим этапом процесса взросления человека.
Связь между деймоном и человеком является интимной, поэтому они должны оставаться на небольшом расстоянии друг от друга (исключение составляют ведьмы) — при чрезмерном отдалении оба испытывают боль. Контакт между человеком и чужим деймоном — запретное действие, однако сами деймоны могут прикасаться друг к другу. Многие особенности деймонов соответствуют понятиям из других культур и представлений о душе человека. Деймоны могут разговаривать и выражать свои чувства, давать советы своим владельцам, а также разрешать возникшие проблемы с деймонами других людей.

## Форма
В мире Лиры душа имеет физическое проявление в виде животного, т.е. деймона. Он обладает собственной специфичностью, несмотря на то, что является неотъемлемой частью человека (одна душа содержится в двух телах). В книге говорится, что в нашем и других мирах деймон составляет единое целое с человеком без какого-либо внешнего физического проявления. Они имеют форму только в Мире Лиры и в некоторых других. В некоторых мирах деймоны невидимы и не могут общаться со своими обладателями.
«Немыслимым нарушением этикета» считалось прикосновение человека к чужому деймону; даже в бою воин не прикасался к деймону врага, но существовали и исключения (например, для влюбленных). Физическое воздействие на деймона вызывает уязвимость и слабость у человека, которому этот деймон принадлежит. Однако деймоны могут спокойно трогать друг друга; взаимоотношения между деймонами обычно подчеркивают и показывают отношения между людьми.
У деймона ребёнка нет какой-либо определенной формы, и он может меняться в зависимости от желания или обстоятельств. Когда дети взрослеют (примерно в период полового созревания), их деймоны теряют способность трансформироваться и принимают форму, которая наиболее ярко отражает характер человека. К примеру, человек с деймоном-собакой чаще всего является слугой, а человек с деймоном-котом, наоборот, может быть очень независимым по характеру. Деймоны ведьм всегда принимают облик птиц и других летающих существ, чтобы иметь возможность сопровождать своих ведьм в полёте. Многие существа, включая бронированных медведей, не имеют своих деймонов, и частички их душ находятся в других предметах. Так, для медведя частицей души является его броня.
Пол деймона обычно противоположен полу владельца, однако в некоторых случаях половая принадлежность может совпадать. Филип Пулман признался, что причина этого неясна даже ему самому. Это может как означать гомосексуальность человека, так и указывать на некую отличительную черту или особые способности (например, ясновидение). Единственное упоминание об однополых людях и деймонах находится в книге Северное сияние, где такие люди описываются как «редкие».

## Продолжительность жизни

«Девушка с попугаем» (1758—1760), Джованни Баттиста Тьеполо

Неясно, когда, как или в какой форме рождается деймон. Когда человек умирает, его деймон становится «частицами дыма» (в книгах не предполагается, что это Пыль, однако в фильме частицы выглядят именно так). Человек без деймона считается чем-то противоестественным, жутким, внушающим страх и отвращение. О происхождении имен деймонов в трилогии не сказано, но Пулман уточнил впоследствии, что они даются деймонами родителей. У деймона Уилла Парри из нашего мира изначально не было имени, Серафина Пеккала дала ему имя Кирьява  (финское слово, означающее пятнистый) (в русском переводе ошибочно Киржава). Деймон сопровождает человека на протяжении всей его жизни, но неизвестно, что происходит с деймоном после естественной смерти человека. Деймоны ведьм живут сотни лет, как и их хозяйки.

## Сепарация

«Дама с белкой» (1526—1528), Ганс Гольбейн-мл.

Человек и его деймон объединены в неделимое целое. Прочная душевная связь между ними вынуждает находиться на небольшом расстоянии друг от друга. Насильственное же отделение человека от деймона вызывает невообразимую физическую и эмоциональную боль для обоих, часто являясь причиной смерти; однако некоторые культуры освоили методы, позволяющие деймонам обрести большую свободу. Например, ведьмы, также как люди, решившие стать шаманами, должны вынести изнурительные ритуальные испытания, которые подразумевают отделение от деймона на какое-то время. После воссоединения они получают способность отдаляться друг от друга на значительно большее расстояние, сохраняя при этом связь между собой.
В трилогии Жертвенный Рекрутационный Центр использует специальную гильотину, чтобы отделить людей от их деймонов, не убивая их. Однако гильотина, в отличие от испытаний, которым подвергаются ведьмы и шаманы, полностью уничтожает связь между человеком и деймоном, зачастую превращая человека в зомби. Жертвенный Рекрутационный Центр непрерывно совершенствует процесс с помощью экспериментов, но Лира сталкивается по крайней мере с одним мальчиком, который не сумел смириться с жизнью без своего деймона. Процесс сепарации сопровождается огромным выбросом энергии. Именно она использовалась лордом Азриэлом для создания моста в другой мир.